# N-乙基色胺
N-乙基色胺（英語：N-Ethyltryptamine，缩写NET）是一种含氮有机化合物，分子式C12H16N2，属于色胺衍生物，与N-甲基色胺（NMT）、N,N-二甲基色胺（DMT）、N,N-二乙基色胺（DET）性质类似，都可以作为迷幻药物。